# Eremias persica
Eremias persica és una espècie de sauròpsid (rèptil) escatós de la família dels lacèrtids nativa de l'Azerbaidjan meridional, la major part de l'Iran, el Turkmenistan meridional, Afganistan i la zona occidental del Pakistan.

## Taxonomia i conservació
Va ser descrita per William Thomas Blanford el 1875. La localitat tipus està prop d'Esfahan, Iran. L'epítet específic persica es refereix a la seua distribució per la regió de Pèrsia (ara coneguda com a Iran).
Eremias nigrolateralis Rastegar-Pouyani & Nilson, 1998, va ser descrit basant-se en les diferències pel patró de colors al dorsals però ara és considerat un sinònim d'E. persica. E. nigrolateralis fou considerada una espècia de poca preocupació en la Llista Vermella de la UICN basant-se en el seu hàbitat extensiu i adequat, la gran població i la presumpta falta d'amenaces significants. Va ser considerada "difícilment que decline prou ràpidament per qualificar-se per a entrar en la categoria de "més amenaçada"". E. persica no ha sigut referida de manera separada en la Llista Vernellla de la UICN.

## Descripció
Està molt relacionat amb l'espècie Eremias velox, de la qual era tractada abans com una subespècie, i comparteixen diversos atributs com tindre un rang ample de distribució al voltant de l'Altiplà Iranià, com també el nombre i forma de les seues escates. Pot diferenciar-se morfològicament d'E. velox basant-se en diverses característiques, incloent:
- dorsolateral amb ratlles negres contínues (en comparació amb E. velox amb marques en forma d'ull interrompudes amb taques branques),
- ratlles que contrasten fortament amb el patró de la base (en comparació amb una falta de contrast poc fort),
- membres joves amb 4 ratlles obscures a l'esquena entre ratlles dorsolateral amb taques blanques (en contrast amb les tres ratlles obscures), i
- membres joves amb superfície ventral de la cua d'un color que no és el roig (en contrast amb el roig carmí trobat en els E. velox).[7]

Com molts altres lacèrtids, els individus joves són més fàcils de distingir de les altres espècies que els individus adults. Altres espècies corredores molt relacionades del gènere Eremias són E. kopetdaghica, E. isfahanica, E. lalezharica, E. montana, E. papenfussi, E. strauchi i E. suphani.

## Distribució i hàbitat
L'espècie E. persica es troba a l'Iran, l'Azerbaidjan meridional, el Turkmenistan meridional, Afganistan i el Pakistan occidental. A Iran, Eremias persica té una distribució ampla pel centre de l'Altiplà Iranià, per la zona sud de les muntanyes Alborz, incloent les muntanyes Zagros, però es troba absent als deserts centrals Dasht-e-Lut i Daixt-e-Kavir. Els membres de l'espècie es troben en zones planes i pendents oberts, típicament en àrees de poca vegetació i superfícies de grava. També es troben en zones de mescla d'arena o llim i grava.